# Dòma de Nèu dels Escrinhs
La Dòma de Nèu dels Escrinhs  és una muntanya de 4.015 metres que es troba entre el departament d'Isèra i el departament d'Alts Alps a la regió de Roine-Alps (França), dins el Massís dels Escrinhs (Alps del Delfinat). Situat al peu de la Barra dels Escrinhs, l'ascensió no presenta dificultats tècniques majors més enllà de la travessa sobre la glacera i la rimaia final. Es tracta molt probablement del «4.000» més fàcil dels Alps francesos.